# Излучатели звука необратимые

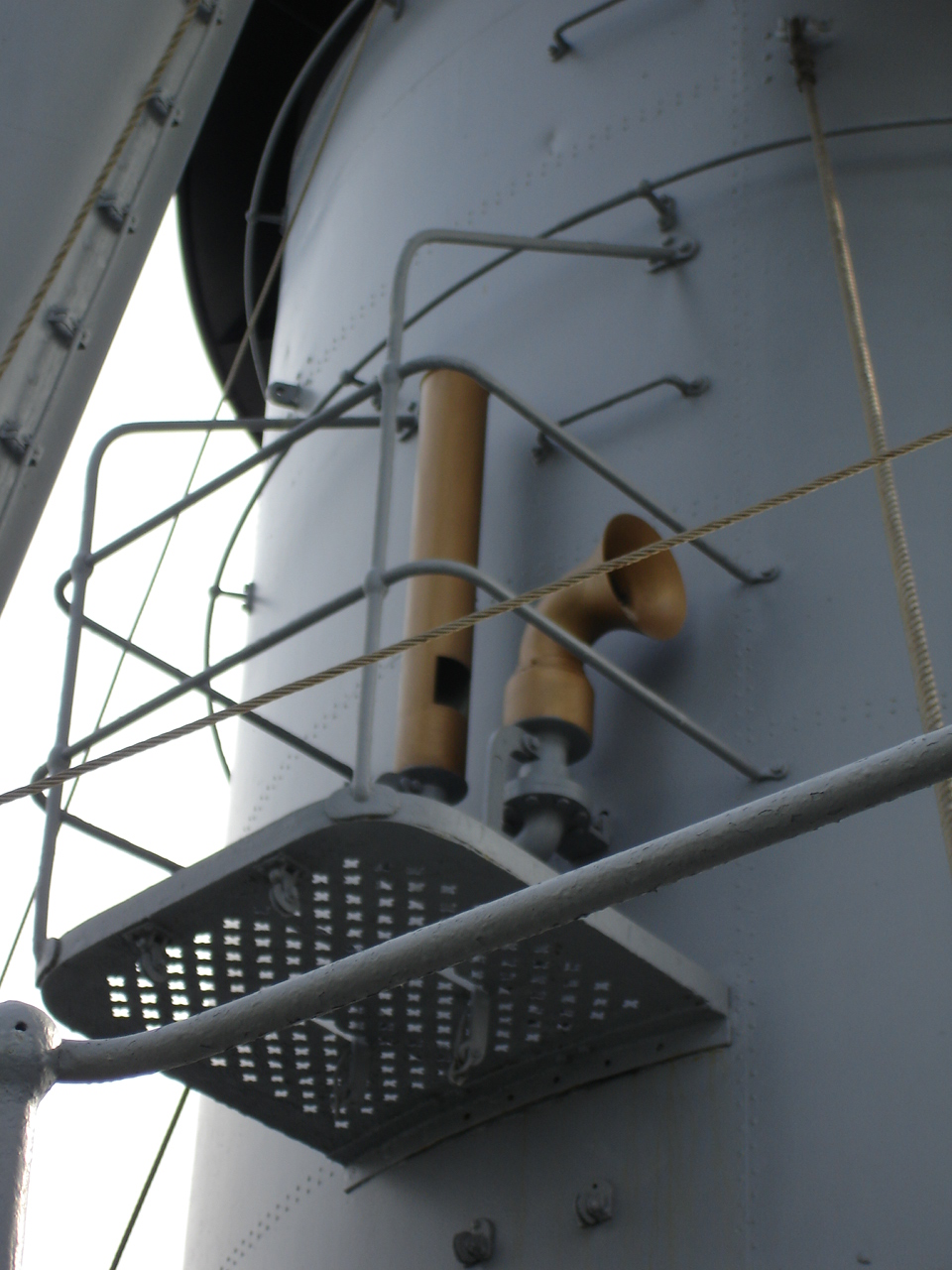
Свисток и паровая сирена (тифон) на судне

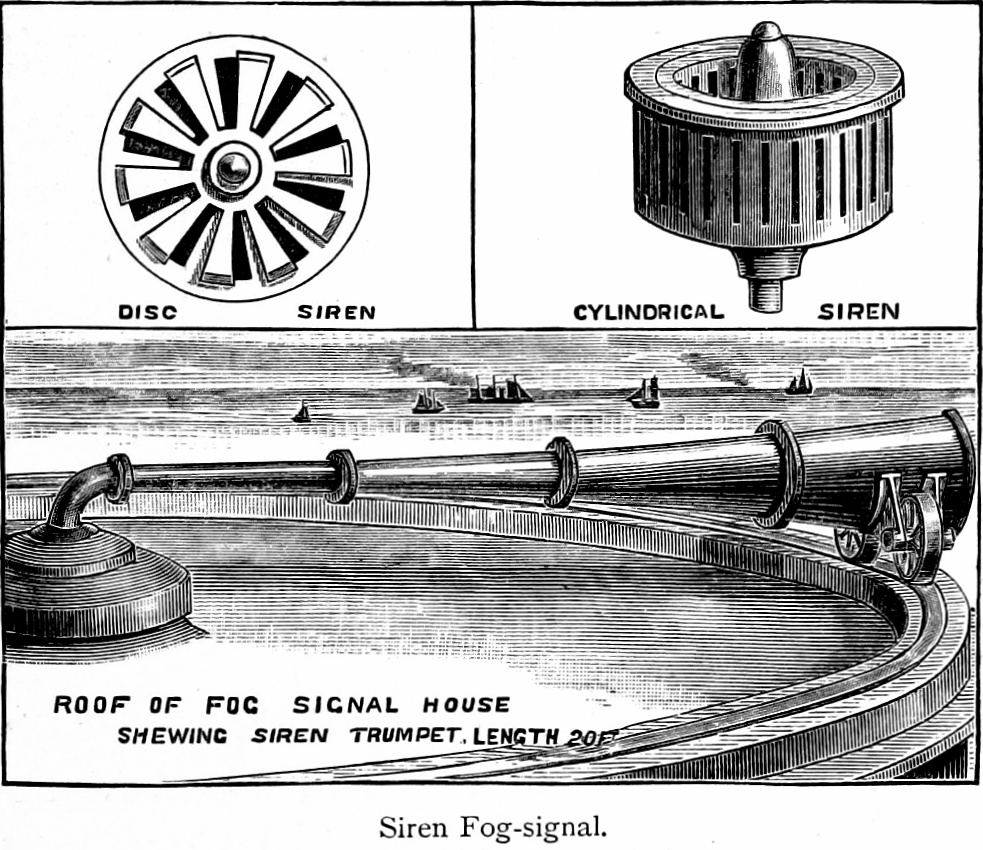
Осевая и радиальная сирена, туманный горн

Излучатели звука необратимые — класс устройств-преобразователей, в которых звук образуется в результате модуляции какого-либо вида энергии: потока газа или жидкости, механической энергии вращения.:207:3 Существует две основных конструкции излучателей звука: с твердым излучающим элементом (например, громкоговорители) и с преобразованием кинетической энергии струи газа или жидкости в энергию акустических колебаний. Такое преобразование энергии возникает при периодическом прерывании струи (сирены), при взаимодействии струи с твердыми препятствиями (газоструйные и гидродинамические излучатели). В духовых музыкальных инструментах звук излучается за счёт автоколебаний столба воздуха в резонансной полости, возбужденных продуванием. Термин необратимые означает, что данные излучатели (в отличие, например, от громкоговорителей) не могут преобразовывать акустическую энергию в обратном направлении.:48
К необратимым (вентильным) преобразователям относятся музыкальные духовые инструменты, сирены, ревуны, свистки. Исторически необратимые преобразователи появились ранее обратимых. Однако, с развитием радиовещания и звукового кино, технических приложений акустики привело к широкому использованию обратимых электромеханических преобразователей. Увеличение мощности излучателей и расширение диапазона частот, применяемых в технической акустике, привело  вновь к использованию вентильных излучателей.:3
Для излучателей звука высокой интенсивности существует принципиальное отличие в решениях для излучения в жидкости и газы. Малое акустическое сопротивление газов требует амплитуд, которые для высокой интенсивности звука не могут быть обеспечены твердыми продольно колеблющимися излучателями. Для работы в газовой среде наиболее простыми и экономичными являются излучатели, в которых источником акустической энергии является газовая струя.:9
Механико-акустические необратимые излучатели звука непрерывного действия разделяют на:
- механические:
  - кривошипные;
  - кулачковые;
  - инерционные;
- модуляторные:
  - пневмоакустические;
  - гидравликоакустические.[2]:36

## Газоструйные излучатели
Газостру́йные излуча́тели — генераторы акустических колебаний, создаваемых пульсациями в высокоскоростной газовой струе вблизи препятствий (резонаторов, клиньев или мембран). Пульсирующий режим потока обусловлен возникающими автоколебаниями и приводит к периодическим сжатиям и разрежениям газа, излучаемым в виде акустических волн.
Выделяют несколько типов излучателей:
- свистки (свисток Гавро, свисток Гальтона, вихревой свисток, свисток Левавассера);
- мембранные излучатели;
- генераторы типа генератора Гартмана.

### Свисток

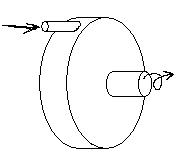
Вихревой свисток

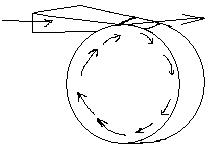
Губной свисток

Свисток (газоструйный излучатель) — устройство, преобразующее кинетическую энергию струи в энергию акустических колебаний.  Свистки издают свист — характерный высокий звук.
Принцип действия свистка основан на возникновении автоколебательных процессов в струе и окружающем пространстве при взаимодействии струи с острыми кромками или с резонирующей полостью.
В свистках, в отличие от сирен, нет движущихся частей, поэтому они более просты по конструкции, надёжны и удобны в эксплуатации.
Свистковые устройства имеют отдельные типы флейт.
Свистки бывают газовые и жидкостные.
Наиболее распространены три вида свистков — вихревые, свистки Гальтона и несколько разновидностей губных свистков.
Вихревой свисток представляет собой цилиндрическую камеру, в которую рабочее тело подаётся через тангенциально расположенную трубку. Образовавшийся вихревой поток поступает в находящуюся на оси выходную трубку меньшего диаметра, где интенсивность вихря резко возрастает и давление в его центре становится значительно ниже атмосферного. Перепад давлений периодически выравнивается за счёт прорыва газов из атмосферы в выходную трубку и разрушения вихря.
Мощность вихревых свистков в ультразвуковом диапазоне (до 30 кГц) обычно в районе нескольких ватт.
Вихревые свистки используются в газовых горелках, для распыления топлива в форсунках или для обработки суспензий. Жидкостные вихревые свистки используются для приготовления эмульсий.
Губной свисток состоит из щелевого сопла и резонансной камеры (чаще всего цилиндрического типа, хотя бывают и другие).
Воздух, подаваемый в сопло, разбивается острым краем резонатора на два потока. Один выходит во внешнюю среду, а второй попадает в камеру резонатора, повышая в ней давление. Через определённые промежутки времени, зависящие от размеров камеры и свойств среды, давление в камере превышает некоторое критическое, и среда из камеры прорывается наружу, разрушая первый поток. В результате возникают периодические сжатия и разрежения, распространяющиеся в среде в виде акустических волн.
Обычно губные свистки работают с акустической мощностью порядка одного ватта. Существуют конструкции, позволяющие получить мощность до нескольких кВт.
Из жидкостных свистков наибольшее распространение получили пластинчатый и стержневой типы. (подробнее см. Гидродинамический излучатель)

## Сирена

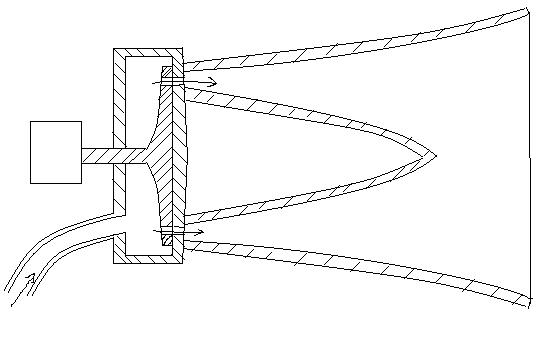
Осевая сирена

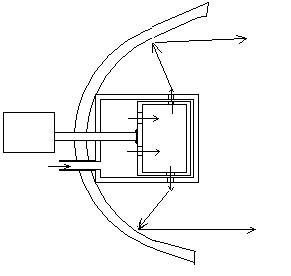
Радиальная сирена

Сирена — механическое устройство, которое создает мощные акустические колебания путем периодического прерывания высокоскоростных струй, истекающих через отверстия. Сирены разделяются на: газовые и жидкостные; роторные (вращающиеся) и пульсирующие; тональные и широкополосные. У лучших образцов сирен КПД достигает 50-60% при излучаемой мощности в несколько кВт. Частотный диапазон применяемых на практике сирен составляет от 200-300 Гц до 100 кГц.
Сирены излучают тональные и широкополосные акустические сигналы. Тональные воздушные сирены используются для сигнализации, тональные жидкостные — для интенсификации технологических процессов. Широкополосные сирены используются для шумового испытания оборудования. В музыке сирены в начале XX века использовались в качестве тюнеров, так как они могут издавать различные тоны с известными частотами. Сирены могут использоваться в музыкальных произведениях в технике сонорика.

### Звук "сирена"
В русском литературном языке излучатели звуковых волн большой интенсивности, сам этот звук, специальные устройства получения звуков различной частоты называют сиренами. Сирена как звук характеризуется резким, громким и долгим звучанием, завыванием. Воющий звук связан с тем, что ротор сирены набирает скорость постепенно. В законодательстве ЕАЭС в области гражданской обороны и защиты от чрезвычайных ситуации используется термин: звуковой сигнал оповещения типа "сирена". Данный звуковой сигнал передается оконечным средством оповещения типа "сирена" и является звуком сирены. Звук сирены широко известен и может применяться для диагности возможности невербального общения (человек должен понимать, что звук сирены означает пожар). Звук сирены относится к знакам-сигналам, которые в свою очередь относятся к знакам-индексам.

### История
Сирену с ротором изобрел Каньяр де Ла-Тур в 1819 году. Свое название она получила потому, что может звучать не только в воздухе, но и в воде. Конструкция сирены с электродвигателем и воздушной турбиной была создана Гельмгольцем в 1868-1870 гг:526. Исследование пневматических сирен как источников слышимого на больших расстояниях звука показало их крайнюю неэкономичность из-за больших начальных амплитуд давления. В таких сиренах велико поглощение звука вблизи. Более продуктивной оказалась сирена с центробежным вентилятором с малым применяемым давлением:134.

### Устройство
Наиболее распространены динамические сирены. Они подразделяются на радиальные и осевые. В первых поток направлен по радиусу перпендикулярно оси, во вторых — поток совпадает с осью вращения. В осевых сиренах диск с отверстиями (ротор) вращается относительно неподвижного диска (статор). В радиальных сиренах ротор и статор представляют собой две коаксиальные поверхности (обычно цилиндрические). Ротор вращается электродвигателем или турбиной. Воздух, поступающий в отверстия ротора и статора, периодически прерывается, создавая во внешней среде периодические сжатия и разрежения. Частота звука определяется частотой расположения отверстий в роторе и статоре и частотой вращения ротора. Частотный диапазон сирен, применяемый на практике, — от 200 Гц до 100 кГц, но известны сирены, работающие на частоте до 600 кГц. Мощность сирены может достигать десятков кВт.
Воздушные динамические сирены применяются для сигнализации и технологических целей (коагуляция мелкодисперсных аэрозолей, разрушение пены, осаждение туманов, ускорение процессов массо- и теплообмена и т. д.).
Жидкостные сирены выполняются обычно радиальными с несколькими коаксиальными роторами, вращающихся между несколькими рядами коаксиальных статоров. Иногда статор вообще отсутствует, а два ротора вращаются в разные стороны. В таких сиренах отверстия имеют вид щелей, располагаемых по образующим цилиндра. Жидкостные сирены применяются для эмульгирования, диспергирования и ускорения процессов перемешивания.

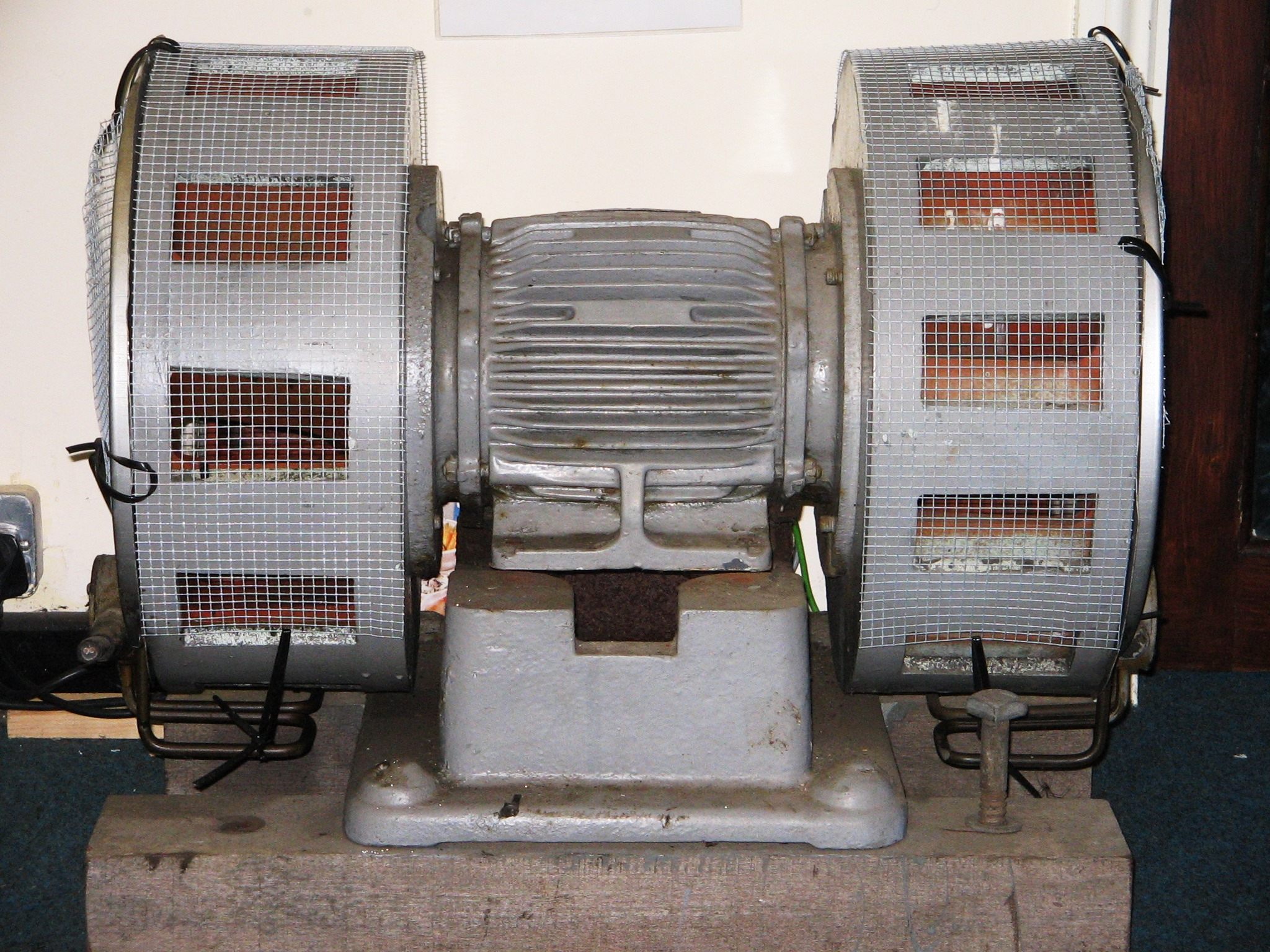
Два центробежных газодинамических излучателя электросирены установленные на вал электродвигателя
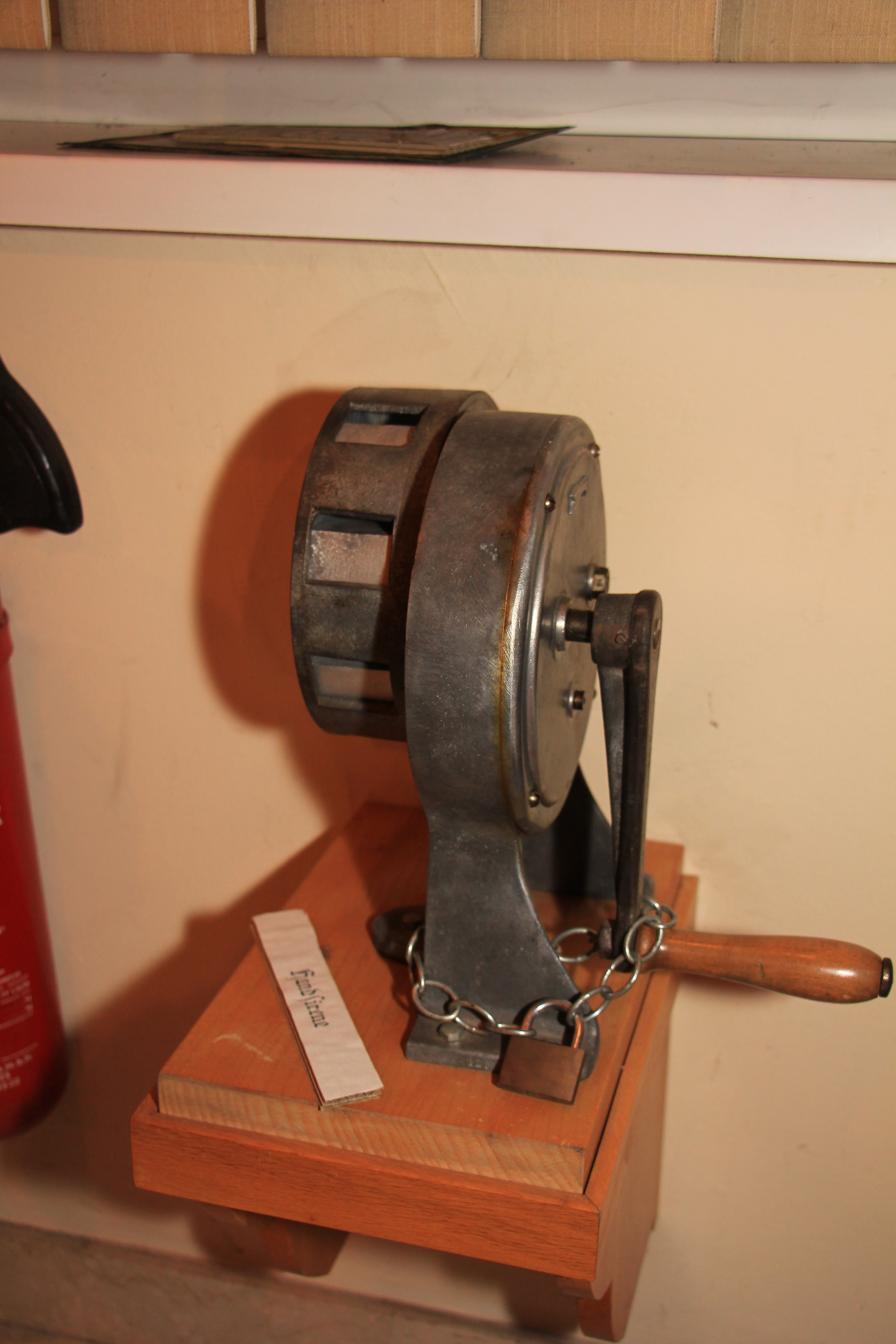
Ручная сирена с центробежным газодинамическим излучателем
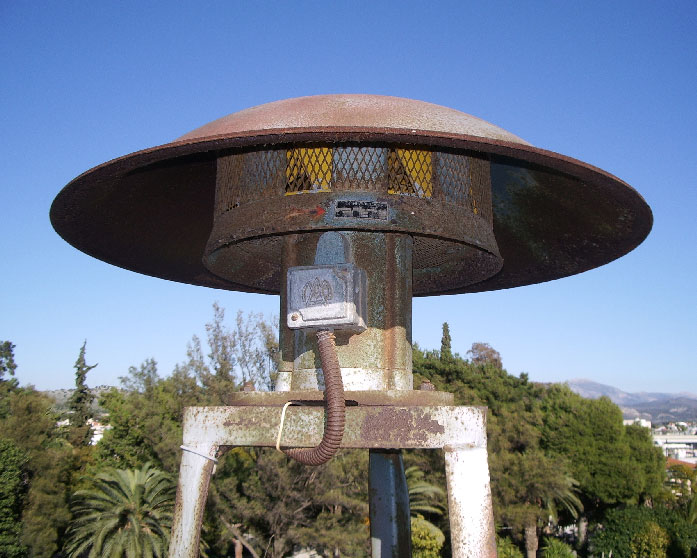
Электросирена системы оповещения защищена козырьком от осадков, центробежный излучатель защищён сеткой от гнездования птиц

## Гидродинамический излучатель
Гидродинами́ческий излучатель — устройство, преобразующее кинетическую энергию струи жидкости в энергию акустических колебаний. Эти устройства применяют для ускорения технологических процессов (эмульгирование нерастворимых друг в друге жидкостей: вода-масло, вода-ртуть; диспергирование твердых частиц в жидкостях: графит в масле), для ускорения процессов кристаллизации в растворах, для расщепления молекул полимеров, для очистки стального литья после прокатки и т. д.